# Mormia pulcherrima
Mormia pulcherrima är en tvåvingeart som beskrevs av Wagner 1979. Mormia pulcherrima ingår i släktet Mormia och familjen fjärilsmyggor. Inga underarter finns listade i Catalogue of Life.